# Sylt, Schleswig-Holstein
Sylt (nordfrisiska: Söl, danska: Sild) är en kommun på en del av ön Sylt i Kreis Nordfriesland i förbundslandet Schleswig-Holstein i Tyskland. Kommunen bildades 1 januari 2009 genom en sammanslagning av de tidigare kommunerna Rantum, Sylt-Ost och Westerland. Resternade fyra kommuner på ön ingår i Amt Landschaft Sylt.